# 朱常浩
朱 常浩（しゅ じょうこう、万暦19年8月11日（1591年9月27日） - 崇禎17年6月21日（1644年7月24日））は、中国の明の皇族。初代瑞王である。万暦帝の五男で、母は端妃周氏である。

## 生涯
万暦帝が皇位を継いだ際、皇太子を決めていなかったので、長男の朱常洛・三男の朱常洵と朱常浩が皇太子の身分を争った。万暦29年（1601年）、朱常洛が皇太子になった。その同日、万暦帝は朱常洵に福王、朱常潤に恵王、朱常浩に瑞王、七男の朱常瀛に桂王の王位をそれぞれ与えた。
朱常浩は25歳になってもまだ結婚していなかったため、大臣たちは万暦帝に早く瑞王の結婚を決めることを勧めたが、万暦帝はそれを無視した。一方、朱常浩はほぼ毎日、戸部に結婚の費用を催促していた。彼は18万両の金を宮中に隠したが、そんなわずかな金では結婚の礼服さえも買うに足りないと称した。その嘘が暴露され、朱常浩は罰を受けた。朱常浩は仏教の熱心な信者で、女性にあまり興味がないようにみえたが、財貨をとても好んだ。朝廷に払うべき税のほかに、さまざまな税を作って、領民を苦しめた。
天啓7年（1627年）、朱常浩は漢中の領地を受領した。崇禎年間、崇禎帝に盪寇衛の官職を与えられた。崇禎10年（1637年）、王斌が漢中で農民を組織して叛乱を起こした。朱常浩は叛乱の鎮圧に失敗したが、皇族であったため皇帝に許された。その後、戦乱を避けるため、朱常浩は四川地方に逃げ、四川総兵に助けられて重慶に移った。
張献忠が農民軍を指揮して重慶を落とした際、朱常浩は捕らえられ、四川巡撫の陳士奇と共に斬首された。朱常浩の家族も全員殺された。